# Гамхиташвили, Вано
Вано (Иван) Гамхиташвили (груз. ვანო გამხიტაშვილი; 13 июля 1973, Самтависи, Шида-Картли — 12 декабря 1999) — грузинский борец (самбо, чидаоба), чемпион Европы 1992 года среди юношей по самбо, чемпион (1999), серебряный (1993—1996) и бронзовый (1997—1998) призёр чемпионатов Европы по самбо, победитель (1999) и бронзовый призёр (1996) розыгрышей Кубка мира по самбо, серебряный (1995—1998) и бронзовый (1991, 1993, 1994) призёр чемпионатов мира по самбо, абсолютный чемпион Грузии 1994 года по борьбе чидаоба. По самбо выступал во второй средней весовой категории (до 90 кг). Выпускник экономического факультета Тбилисского государственного университета. Погиб в автокатастрофе.
Федерация самбо Грузии признала его лучшим грузинским самбистом XX века.